# 元住吉站
元住吉站（日语：／ Motosumiyoshi eki */?）是一個位於神奈川縣川崎市中原區木月一丁目，屬於東急電鐵的鐵路車站。
軌道名稱上，此站通過的路線是東橫線，但此站的複複線有東橫線列車與目黑線列車2個系統行駛，在旅客資訊上視為不同路線。各自有車站編號，東橫線是TY12、目黑線是MG12。

## 歷史
- 1926年（大正15年）2月14日 - 此站啟用，當時月台配置為側式月台。[2]。
- 1940年（昭和15年） - 高架站房啟用[2]。
- 1961年（昭和36年）12月12日 - 車站往北側移動，站房地下化[2]。
- 2006年（平成18年）
  - 9月24日 - 改建為高架車站，月台構造從2面4線改為2面6線[3]。現在的高架車站位於車輛基地上方，是在舊車站往日吉方向約200公尺處。
  - 9月25日 - 廢止本站起訖班次。
- 2007年（平成19年）8月23日 - 隨著目黑線延伸工程（武藏小杉站 - 日吉站區間）進行，作為鄰站日吉站待避線的2、3號線轉為目黑線線路，待避改到本站進行。
- 2008年（平成20年）
  - 2月28日 - 3、4號線（目黑線月台）設置月台門。
  - 6月22日 - 目黑線延伸至武藏小杉站。
- 2014年（平成26年）2月15日 - 下行線月台發生電車追撞事故[4]。
- 2016年（平成28年）
  - 2月13日 - 2、5號線（東橫線月台）設置月台門。
  - 6月20日 - 5號線發生跳軌自殺事件[5]。

## 結構
車站為島式月台2面6線高架車站。站房為跨站式站房。外側2線是東橫線的特急、通勤特急、急行通過線。其中，下行通過線為1號線，上行通過線為6號線，且沒有月台，因此月台編號是從2號線到5號線。由於東橫線優等列車不停靠本站，因此月台有效長度僅對應八輛編組，但有緊急用月台空間可將月台加長至停靠十輛編組列車，以便東橫線回送電車等停靠本站。延長空間以柵欄封鎖，且沒有月台門。
3、4號線月台在2008年6月22日目黑線延伸日吉時啟用，與其他目黑線車站一樣有月台門。
東橫線長期在日吉站進行各站停車與急行的緩急接續。1980年代末期，日吉站實施大規模改良工程，待避線停止使用。因此，在該工程期間，各站停車在本站等待急行通過。改良工程完成後日吉站恢復實施緩急接續，僅有早晨一班往澀谷各站停車在本站等待急行通過。
但在目黑線延伸通車（武藏小杉 - 日吉區間）後，日吉站待避線改建為目黑線線路，因此從2007年8月23日改點起日吉站的列車接續、待避改至本站進行。
剪票口所在的付費區在澀谷側的3樓（月台上），付費區與出入口之間有電扶梯與電梯連通。其中，階梯與電梯僅設在西口。出入口分為東口與西口兩處。3樓大廳有餐廳，付費區外廣場可眺望下方的線路與列車。付費區大廳一樣可眺望下方的線路與列車。月台位於二樓，有階梯、電梯及電扶梯通往大廳。
舊站房時代。僅有站外的公共廁所可使用，之後在站房改建時於付費區內新設多功能廁所。其水源是來自於月台與線路儲存的雨水（後述）。
新站房完成時，站名牌加上中文與韓文，是東急第一座導入的車站。
東橫線武藏小杉側有緊急用橫渡線，可在誤點時使用。
2012年2月至3月，西口出入口前6店鋪入駐的商業設施開幕。
2016年2月13日起東橫線月台門啟用。

### 環境對策
本站月台與大廳的屋頂部分有日本鐵路車站中最大的太陽能發電系統，最大輸出可供應車站約14%的電力。另外，剪票口內外大廳各設有1台液晶顯示器，顯示器不僅顯示發電量，也顯示活用地方網絡的天気預報與企業廣告。
發電面板採用與田園都市線南町田站一樣的透光（採光）型建材一體型面板以減低重量。站房天窗也因耐火性的要求，在面板下方裝設網狀玻璃。白天時段的陽光可藉由透光型面板照到站內，降低照明的負擔。夜間則利用建材一體型面板內側（站房則是網狀玻璃內面）貼付的乳白色薄膜反射室內照明光線。面板整體透光率約15%。發電功率部分，月台頂棚約100kW，大廳屋頂約40kW，約站車站整體消費電力的15%。本站的太陽能板是與新能源產業技術綜合開發機構 (NEDO) 的太陽能發電新技術領域側測試事業合作的建材一體型系統共同研究，因此獲得太陽能發電系統事業費的50%補助。本站使用的太陽能電池模組，是由高轉換效率單晶晶片與強化玻璃、透光性背板組成。交直流轉換器共有三台，其中兩台50kW轉換器供應上行月台與下行月台，一台40kW轉換器供應大廳。本設備預計年發電量可達約121,000kW/h，可減少約73噸的二氧化碳。
另外，線路下有儲水槽儲存月台與線路的雨水，經過處理後成為站內廁所的洗淨水來源。過去車站廁所的用水量雖大，但卻很少利用雨水。儲水槽容量約50公升，經過濾水器過濾後成為廁所水源。本站廁所用水量1日約19公升左右，規劃的雨水儲水槽供應量約25%左右。

### 月台配置
| 月台 | 路線   | 方向 | 目的地                                                               |
| ---- | ------ | ---- | -------------------------------------------------------------------- |
| 2    | 東橫線 | 下行 | 菊名、橫濱、 港未來21線 元町·中華街方向                              |
| 3    | 目黑線 | 下行 | 日吉、 東急新橫濱線 新橫濱、二俁川方向                               |
| 4    | 目黑線 | 上行 | 目黑、南北線 赤羽岩淵、 埼玉高速鐵道線 浦和美園、三田線 西高島平方向 |
| 5    | 東橫線 | 上行 | 澀谷、副都心線 池袋、 池袋線 所澤、 東上本線 川越市方向              |

### 元住吉檢車區
2006年9月23日以前，本站可直接出入南側的元住吉檢車區，因此早晨尖峰時段與夜晚有許多本站起訖的班次。另外，本站雖不停靠特急、通勤特急、急行，但因檢車區出入庫的關係，有以本站為起迄站的急行班次存在。
但在本站高架化時，車站移至元住吉檢車區上方，站內無法進出檢車區。因此，出入庫改至鄰站武藏小杉與日吉進行。武蔵小杉的目黑線上下線路連結出入庫線路，透過該站的橫渡線可讓全月台連通檢車區。日吉方向僅有東橫線的下行線路與檢車區連結，因此只有往橫濱方向的電車使用。相反地，日吉站無法進入檢車區。過去運行的東京地下鐵日比谷線直通電車要出入元住吉檢車區時，全部列車皆從武藏小杉起迄。
高架化後，東橫線上下線末班車到達本站後，會留置到隔天早晨作為本站首班車（往元町・中華街與往和光市）。而目黑線目前沒有本站起訖的班次。

### 臨時運行的特例
- 臨時急行「港未來號」的北千住起迄列車過去都在日吉待避特急，但在目黑線延長至日吉後，該站無法進行待避，於是從2006年12月起改為停靠本站進行待避。另外，2008年7月的高島平起迄列車，與同年12月的浦和美園起迄列車也都停靠本站。
- 2007年6月30日與7月1日運行的本站終停臨時列車「Revival急行8000系（日语：東急8000系電車）號」僅運行上行一方向。列車在停靠本站5號線下客後，回送至武藏小杉再折返至目黑線前往元住吉檢車區[12]。
- 2007年7月12日運行的東橫線開業80周年紀念祝賀列車從澀谷單向運行，到達本站後回送至日吉，再折返經過本站至武藏小杉，接著折返進入目黑線前往元住吉檢車區。
- 2008年1月13日運行的8000系末班車[13]以「特急 往元住吉」的形式運行，是本站少數有特急列車停靠的情況之一。
- 2009年9月21日 - 23日運行的臨時急行「Y150たねまる號」臨時停靠本站待避後方的特急。

## 使用情況
目黑線延伸以前是東橫線僅各站停車停靠的車站當中最多人使用的。
- 東急電鐵 - （不包括東橫線、目黑線互相轉乘人數[利用客数 1]。）
  - 東橫線 - 2016年度1日平均上下車人次為47,085人。
東橫線內次於都立大學站排行第11位。
  - 目黑線 - 2016年度1日平均上下車人次為18,378人。
目黑線內次於大岡山站排行第8位。

### 各年度1日平均上下車人次
近年1日平均上下車人次推移如下表。
| 年度               | 東京急行電鐵/東急電鐵 | 東京急行電鐵/東急電鐵 | 東京急行電鐵/東急電鐵 | 東京急行電鐵/東急電鐵 |
| 年度               | 東橫線                | 東橫線                | 目黑線                | 目黑線                |
| 年度               | 1日平均 上下車人次    | 增長率                | 1日平均 上下車人次    | 增長率                |
| ------------------ | --------------------- | --------------------- | --------------------- | --------------------- |
| 2002年（平成14年） | 58,818                |                       | 未開業                | 未開業                |
| 2003年（平成15年） | 58,406                | -0.7%                 | 未開業                | 未開業                |
| 2004年（平成16年） | 57,836                | -1.0%                 | 未開業                | 未開業                |
| 2005年（平成17年） | 58,147                | 0.5%                  | 未開業                | 未開業                |
| 2006年（平成18年） | 60,049                | 3.3%                  | 未開業                | 未開業                |
| 2007年（平成19年） | 61,425                | 2.3%                  | 未開業                | 未開業                |
| 2008年（平成20年） | 51,529                | -16.1%                | 10,620                |                       |
| 2009年（平成21年） | 46,983                | -8.8%                 | 15,085                |                       |
| 2010年（平成22年） | 45,859                | -2.4%                 | 14,661                | -2.8%                 |
| 2011年（平成23年） | 45,308                | -1.2%                 | 14,877                | 1.5%                  |
| 2012年（平成24年） | 46,071                | 1.7%                  | 15,564                | 4.6%                  |
| 2013年（平成25年） | 47,228                | 2.5%                  | 16,657                | 7.0%                  |
| 2014年（平成26年） | 46,453                | -1.6%                 | 17,130                | 2.8%                  |
| 2015年（平成27年） | 46,595                | 0.3%                  | 17,651                | 3.0%                  |
| 2016年（平成28年） | 47,085                | 1.1%                  | 18,378                | 4.1%                  |

### 各年度1日平均上車人次
近年1日平均上車人次推移如下表。
- 1日平均上車人次參見神奈川縣縣勢要覽（包括目黑線的上車人次）。

| 年度               | 1日平均 上車人次 | 來源                |
| ------------------ | ---------------- | ------------------- |
| 1995年（平成07年） | 32,210           | [ 神奈川県統計 1 ]  |
| 1998年（平成10年） | 30,795           | [ 神奈川県統計 2 ]  |
| 1999年（平成11年） | 30,123           | [ 神奈川県統計 3 ]  |
| 2000年（平成12年） | 30,109           | [ 神奈川県統計 3 ]  |
| 2001年（平成13年） | 30,025           | [ 神奈川県統計 4 ]  |
| 2002年（平成14年） | 29,806           | [ 神奈川県統計 5 ]  |
| 2003年（平成15年） | 29,365           | [ 神奈川県統計 6 ]  |
| 2004年（平成16年） | 28,891           | [ 神奈川県統計 7 ]  |
| 2005年（平成17年） | 29,076           | [ 神奈川県統計 8 ]  |
| 2006年（平成18年） | 30,054           | [ 神奈川県統計 9 ]  |
| 2007年（平成19年） | 31,002           | [ 神奈川県統計 10 ] |
| 2008年（平成20年） | 31,334           | [ 神奈川県統計 11 ] |
| 2009年（平成21年） | 31,283           | [ 神奈川県統計 12 ] |
| 2010年（平成22年） | 30,441           | [ 神奈川県統計 13 ] |
| 2011年（平成23年） | 30,222           | [ 神奈川県統計 14 ] |
| 2012年（平成24年） | 30,937           | [ 神奈川県統計 15 ] |
| 2013年（平成25年） | 32,012           | [ 神奈川県統計 16 ] |
| 2014年（平成26年） | 31,850           | [ 神奈川県統計 17 ] |

## 周邊
本站緊鄰兩個商店街，分別是西口的不來梅通商店街與東口的奧茲通商店街。
元住吉檢車區南邊、綱島街道與尻手黑川道路交會的木月四丁目交差點，過去四個街角曾都開設燒肉店，因此有「燒肉交差點」之稱。過去尻手黑川道路與東橫線交會處，是東橫線在地面、尻手黑川道路在高架上。2006年9月24日東橫線高架化後，改為東橫線在在高架上，尻手黑川道路在地面。
- 住吉神社
- 勞動者健康福祉機構（日语：労働者健康福祉機構）關東勞災醫院
- 東京都道、神奈川縣道2號東京丸子橫濱線（綱島街道）
- 神奈川縣道14號鶴見溝之口線（日语：神奈川県道14号鶴見溝ノ口線）（尻手黑川道路）
- 東急電鐵元住吉檢車區（日语：元住吉検車区）
  - 東急教習所、駕駛養成所
- 神奈川縣立住吉高等學校（日语：神奈川県立住吉高等学校）
- 法政大學第二中、高等學校（日语：法政大学第二中・高等学校）
- 中原平和紀念公園
- 川崎市平和館（日语：川崎市平和館）
- 川崎市國際交流中心（日语：川崎市国際交流センター）
- 住吉書房（日语：住吉書房）本店
- 川崎木月郵便局
- 川崎不來梅通郵便局
- 川崎木月大町郵便局

### 路線巴士
車站東口綱島街道上的「元住吉」巴士站可搭乘川崎市交通局與川崎鶴見臨港巴士。另外，綱島街道上的「元住吉站入口」巴士站是東急巴士「午夜箭號」往新橫濱的下車專用巴士站。
2011年5月23日以前，西口附近有「元住吉站前」巴士站，後因綱島街道拓寬而停止使用（路線改經木月四丁目），之後因該站巴士路線無法確保行人安全而在2016年12月28日廢除。

#### 元住吉巴士站
1號乘車處
| 系統名           | 主要行經地         | 目的地         | 運行業者 | 備註         |
| ---------------- | ------------------ | -------------- | -------- | ------------ |
| 川63、川64、川66 | 江川町、小倉、塚越 | 川崎站西口     | 川崎市營 |              |
| 川63、川66       | 平間站前           | 上平間         | 川崎市營 |              |
| 杉01             | 勞災醫院前         | 小杉站東口     | 川崎市營 | 僅午間       |
| 杉02、杉03       | 小杉站東口         | 橫須賀線小杉站 | 川崎市營 |              |
| 杉52             | 小杉站東口         | 橫須賀線小杉站 | 臨港巴士 |              |
| 原62             | 苅宿、北加瀨       | 新川崎交通廣場 | 臨港巴士 | 僅早晨、傍晚 |
| 元02             | 新川崎交通廣場     | 小倉循環       | 臨港巴士 | 僅平日早晨   |
| 川60             | 新川崎站           | 川崎站西口     | 臨港巴士 |              |
| 川61             | 矢向站             | 川崎站西口     | 臨港巴士 |              |

2號乘車處
| 系統名           | 主要行經地         | 目的地         | 運行業者 | 備註                   |
| ---------------- | ------------------ | -------------- | -------- | ---------------------- |
| 杉01             | 井田醫院           | 綜合復健中心前 | 川崎市營 | 僅平日、周六           |
| 川66、杉01、杉02 | 井田               | 井田醫院       | 川崎市營 |                        |
| 川63、杉03       |                    | 井田營業所前   | 川崎市營 |                        |
| 川63             | 井田營業所前、千年 | 新城站前       | 川崎市營 |                        |
| 川64、杉03       | 井田營業所前       | 蟹谷           | 川崎市營 |                        |
| 原62             |                    | 中原站前       | 臨港巴士 | 僅早晨、傍晚           |
| 川53             | 江川町、末吉橋     | 川崎站西口     | 臨港巴士 | 僅早晨與平日傍晚、夜間 |
| 川54             | 江川町、小倉下町   | 川崎站西口     | 臨港巴士 |                        |
| 杉52             | 江川町             | 小倉陸橋       | 臨港巴士 |                        |

## 名稱由來
過去車站一帶屬橘樹郡住吉村，之後1925年（大正14年）與中原町合併後「住吉」不再是行政地名，隔年1926年（大正15年）東京橫濱電鐵設站時，在本地居民的請求下以「元住吉」命名，代表「原（元）住吉村」。「元住吉」至今仍非正式地名。此外，所在地的「木月」是源自住吉村以前的木月村。

## 相鄰車站
東急電鐵
 東橫線
■特急、□通勤特急、■急行
通過
■各站停車
武藏小杉（TY11）－元住吉（TY12）－日吉（TY13）
 目黑線
■急行
通過
■各站停車
武藏小杉（MG11）－元住吉（MG12）－日吉（MG13）

## 延伸閱讀
- 宮田道一. . JTBパブリッシング. 2008-09-01. ISBN 9784533071669.

## 外部連結
- 元住吉（各站資訊） - 東急電鐵（日語）